# Satoshi Horinouchi
Satoshi Horinouchi (堀之内 聖?, Horinouchi Satoshi; Saitama, 26 ottobre 1979) è un ex calciatore giapponese, di ruolo difensore.

## Palmarès

### Club

#### Competizioni nazionali
- Campionato giapponese: 1

Urawa: 2006
- Supercoppa giapponese: 1

Urawa: 2006
- Coppa del Giappone: 1

Urawa: 2005, 2006

#### Competizioni internazionali
- CAF Champions League: 1

Urawa: 2007